# اسکیزوفرنی نظریه‌های اخلاقی مدرن
«اسکیزوفرنیِ نظریه‌های اخلاقی مدرن» مقاله‌ای از مایکل استوکر است که در سال ۱۹۷۶ در نشریهٔ فلسفه منتشر شده‌است. ادعای اصلی این مقاله آن است که برخی نظریه‌های اخلاقی مدرن، تبیینی برای انگیزه ندارند و بنابراین به نوعی اسکیزوفرنی منجر می‌شوند، زیرا عامل نمی‌تواند از دلایل یا انگیزه‌هایش به‌عنوان مبنایی برای اعمالش استفاده کند. بنا به نظر استوکر، انگیزه برای فلسفهٔ اخلاق مهم است و باید در کنار «وظیفه، درستی و تعهد» که به نظر او مهم‌ترین کانون‌های نظریات معاصر هستند، در نظر گرفته شود. استوکر معتقد است که این موضوعات کانونی با انگیزه‌های مورد نیاز برای کارهای خیری مثل عشق و دوستی سازگار نیستند. 
او دوستی را مثال می‌زند که در بیمارستان به عیادت شما می‌آید. ابتدا از دیدنش خوشحال می‌شوید، اما او می‌گوید که نه به‌دلیلِ نگرانی برای شما به طور خاص، بلکه به دلیل اینکه وظیفهٔ اخلاقی‌اش ایجاب می‌کند، تصمیم گرفته به عیادت شما بیاید. در این مورد، به نظر می‌رسد این عمل چیزی کم دارد، یعنی ما ترجیح می‌دهیم کسی به عیادتمان بیاید که مشخصاً نگران ماست، نه کسی که به فکرِ انجام وظیفه است.

## واکنش‌ها
مارسیا بارون تلاش می‌کند از اخلاق کانتی در برابرِ انتقادِ استوکر دفاع کند.